# Бродяги Дхармы
«Бродя́ги Дха́рмы» (англ. The Dharma Bums) — роман одного из важнейших представителей литературы бит-поколения, Джека Керуака. Произведение было издано в 1958 году издательством Viking Press.

## Характеристика
Сюжетная линия романа «Бродяги Дхармы» во многом является автобиографией самого автора, в которой ведётся описание событий, случившихся после написания книги «В дороге». В 1954 году тридцатидвухлетний Керуак открывает для себя буддизм и становится на путь просветления, что находит значительное отражение в последующем творчестве писателя. В романе «Бродяги Дхармы» Керуак исследует свои жизненные идеалы и отношения с людьми. Стремление к обретению своего сатори и приверженность главного героя к буддизму ясно описывается на протяжении всей сюжетной линии романа. Помимо религии, в книге затрагиваются такие темы, как альпинизм, велосипедный спорт, путешествие автостопом, самоубийство, оргии и прочие. В оригинальной манере описывается западное побережье США с его повседневной жизнью. Герои произведения во многом были вдохновлены образами родных и друзей Керуака. Первоначально автор задумывал использовать настоящие имена людей, с которых были списаны характерные особенности для героев его книг, однако эта идея активно отклонялась ранними издателями писателя. В романе Керуак предстаёт в образе одного из «бродяг Дхармы», Рэя Смита. Под именем Джефи воплощён образ друга автора, Гэри Снайдера. Также в книге используются образы таких людей, как Аллен Гинзберг, Кэссэди Нил, Филипп Уэйлен, Филипп Ламантиа и прочих.

## Критика
В общей сложности, роман «Бродяги Дхармы» получил противоречивые отзывы критиков. Некоторыми рецензентами в произведении критиковалось отсутствие духовности и недостаток серьёзности. Рут Фаллер Сасаки отмечала идеально списанный образ Гэри Снайдера, однако была недовольна образом Керуака, который, по её мнению, ничего не знал о буддизме. В целом она была впечатлена отдельными захватывающими моментами произведения, но замечала, что автор <в этом романе> совершенно не раскрывает своего таланта и страдает недостатком воображения. Снайдер же, напротив, поначалу очень тепло отзывался об этой книге, но в итоге упрекал автора в женоненавистнической интерпретации буддистского писания.